# Afonso Niehues
Dom Afonso Niehues (São Ludgero, 23 de agosto de 1914 — Brusque, 30 de setembro de 1993) foi arcebispo católico da Arquidiocese de Florianópolis, de 14 de agosto de 1965 até 23 de janeiro de 1991.

## Vida
Filho de Germano Niehues e Teresa Rohden Niehues, foi colega, no seminário de Azambuja, em Brusque, de Wilson Laus Schmidt, mais tarde bispo, e de Frederico Hobold, posteriormente monsenhor.
Em 1922 iniciou os estudos primários, no Colégio Paroquial Sant'Ana em São Ludgero.
Em 1926 conclusão dos estudos no Colégio Paroquial Sant'Ana.
Em 1927 iniciou os estudos no Seminário Menor de Azambuja em Brusque-SC, sendo um dos alunos pioneiros.
Em 1934 conclusão dos estudos, também de Filosofia, no Seminário Menor de Azambuja. Aos 08 de dezembro, em Azambuja, recepção da Tonsura, pelas mãos de Sua Excelência Reverendíssima Dom Joaquim Domingues de Oliveira, Arcebispo Metropolitano de Florianópolis.
Em 1935 iniciou os estudos de Teologia no Seminário Maior de São Leopoldo, no Rio Grande do Sul. Aos 20 de novembro, em Florianópolis, Recepção das Ordens Menores, conferidas também por Dom Joaquim. No mesmo ano, ida para Roma, Itália, a fim de levar adiante os estudos teológicos, na Pontifícia Universidade Gregoriana.   
Em 1937 recebeu o Subdiaconato, aos 31 de outubro, na Capela do Colégio Germânico-Hungárico de Roma, pelas mãos do Exímio Senhor Cardeal Dom Aloísio Traglia. Aos 19 de dezembro, na Capela do Colégio "De Propaganda Fide", em Roma, Ordenação Diaconal, conferida também pelo Cardeal Traglia.
Em 1938 foi ordenado Sacerdote, aos 16 de abril, na Capela do Colégio Pio Latino-americano, em Roma, sendo ordenante o Exímio e Reverendíssimo Senhor Dom Lucas Hermenegildo Pasitto, OFMCap.
Em 1939 Dom Afonso retorna ao Brasil com Licenciatura em Teologia e o Bacharelado em Direito Canônico conferidos pela Pontifícia Universidade Gregoriana, de Roma. 
Em 1940 foi nomeado Prefeito de Disciplina e Professor, no Seminário Menor de Azambuja, em Brusque, aos 8 de janeiro.
Em 1943 foi escolhido como primeiro reitor do pré-seminário de São Ludgero.
Em 1947 foi convidado para reitor do seminário de Azambuja.
Foi eleito, em 10 de janeiro de 1959, bispo coadjutor com direito à sucessão do bispo de Lages, Dom Daniel Hostin, ocorrendo a sagração episcopal em 5 de abril de 1959 e empossado em 7 de maio do mesmo ano.
Convidado a participar do Concílio Vaticano II, onde conseguiu, junto a bispos alemães, recursos para a construção do Centro de Formação Diocesano.
Em 14 de agosto de 1965 foi nomeado arcebispo coadjutor com direito à sucessão do arcebispo de Florianópolis e empossado em 30 de dezembro do mesmo ano.
Foi o primeiro bispo brasileiro a aprovar o diaconato permanente, com a ordenação do diácono Eduardo Mário Tavares.
Faleceu no Seminário de Azambuja, sendo sepultado na Catedral Metropolitana de Florianópolis.

## Ordenações

### Ordenações diácono
- Dom Pedro Carlos Zilli, PIME (1984)

### Ordenações presbíteros
- Dom Murilo Krieger, S.C.J. (1969)
- Dom João Francisco Salm (1979)
- Dom Luiz Carlos Eccel (1979)

### Ordenações episcopais
Dom Afonso foi o principal sagrante dos seguintes bispos:
- Dom Tito Buss (1969)
- Dom Murilo Krieger, S.C.J. (1985)

Foi co-celebrante da sagração episcopal de:
- Dom Frei Henrique Müller, O.F.M. (1975)
- Dom João Oneres Marchiori (1977)
- Dom José Jovêncio Balestieri, S.D.B. (1991)

## Obras
- Criação do Arquivo Histórico e Eclesiástico de Santa Catarina[2]
- Criação da biblioteca do arcebispado[2]
- Criação da ASA - Ação Social Arquidiocesana[2]